# Pommersfelden
Pommersfelden település Németországban, azon belül Bajorországban. Lakosainak száma 3105 fő (2023. december 31.).

## Népessége
Népessége az elmúlt években az alábbi módon változott:
| Lakosok száma | 2009 | 529  | 2871 | 2857 | 2848 | 2933 | 2988 | 3063 | 3069 | 3105 |
|               | 1970 | 1975 | 2011 | 2012 | 2014 | 2015 | 2017 | 2019 | 2022 | 2023 |

## Nevezetességei
A barokk püspöki kastélyt alapvetően Johann Dientzenhofer tervei alapján építették (1711–1719).